# Aubetin
Der Aubetin ist ein Fluss in Frankreich, der in den Regionen Île-de-France und Grand Est verläuft. Er entspringt im Gemeindegebiet von Louan-Villegruis-Fontaine, entwässert generell in nordwestlicher Richtung durch die Landschaft Brie und mündet nach rund 61 Kilometern im Gemeindegebiet von Pommeuse als linker Nebenfluss in den Grand Morin.
Auf seinem Weg durchquert der Aubetin das Département Seine-et-Marne und berührt auf einer kurzen Strecke auch das Département Marne.

## Orte am Fluss
- Bouchy-Saint-Genest
- Augers-en-Brie
- Beton-Bazoches
- Amillis
- Saints
- Saint-Augustin
- Faremoutiers
- Pommeuse